# Detlef Hellenkamp

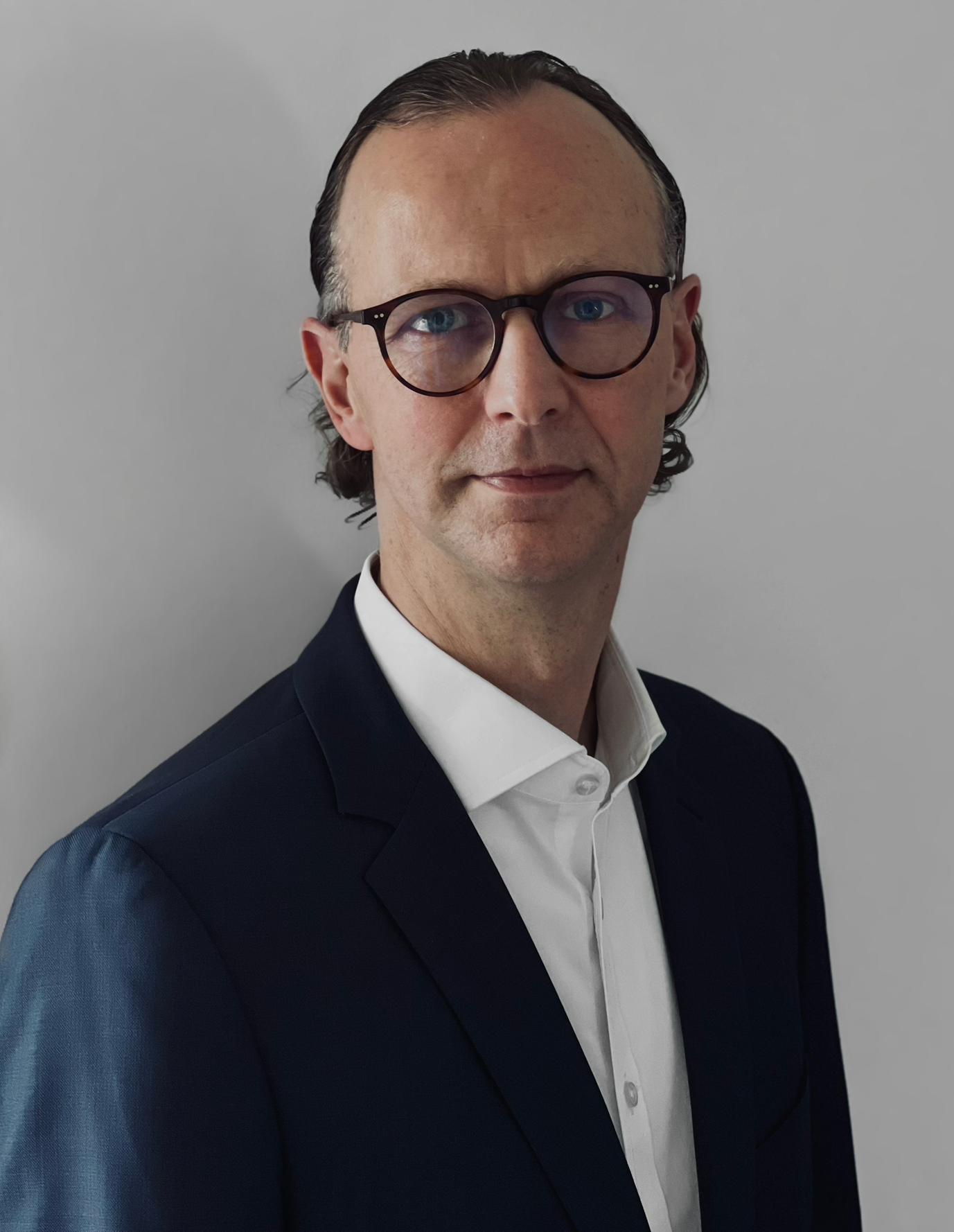
Detlef Hellenkamp 2022

Detlef Hellenkamp (* 1967 in Rhede) ist ein deutscher Wirtschaftswissenschaftler.

## Leben
Nach Abschluss seines Studiums 1992 als Diplom-Kaufmann an der Universität-Gesamthochschule Essen arbeitete er bei internationalen Banken und einer Rechenzentrale.
2006 promovierte er an der Bergischen Universität Wuppertal am Lehrstuhl Unternehmensfinanzierung und Banken zum Dr. rer. oec. 2010 wurde er an die Duale Hochschule Baden-Württemberg (DHBW) in Stuttgart, als größte Hochschule in Baden-Württemberg, zum Professor für Betriebswirtschaftslehre mit der Vertiefung Bankwirtschaftslehre berufen. In der Fakultät Wirtschaft ist er seitdem als Studiengangsleiter im Studiengang Bank in Stuttgart und als Hochschullehrer im Master Finance am Center for Advanced Studies (DHBW CAS) in Heilbronn tätig.
Er ist Mitglied der Schmalenbach-Gesellschaft für Betriebswirtschaft e.V. sowie der American Economic Association (AEA) und wurde 2022 als Sachverständiger einer Bewertungsgruppe des Wissenschaftsrats berufen.

## Veröffentlichungen (Auswahl)
- Bankvertrieb – Privatkundengeschäft der Kreditinstitute im Wandel. Josef EUL-Verlag, Lohmar-Köln 2006, ISBN 978-3-89936-499-6.
- als Hrsg. mit Andreas Mitschele, Thorsten Wingenroth: Wissenschaftliche Reihe Bank, 2012 – heute, ISSN 2194-6965
- mit D. Vaas: Regulatorische Herausforderungen in der Anlageberatung im Privatkundengeschäft von Kreditinstituten. In: W. Niehoff, S. Hirschmann (Hrsg.), Aspekte moderner Bankenregulierung. Köln, Bank-Verlag, 2014. ISBN 978-3-86556-426-9. S. 151–159.
- als Hrsg. mit K. Fürderer: Handbuch Bankvertrieb – Theorie und Praxis im Zukunftsdialog. Springer Gabler, Berlin/Heidelberg 2016, ISBN 978-3-658-06446-4.
- Bankwirtschaft. 3. aktualisierte und erweiterte Auflage, Springer Gabler, Wiesbaden 2022, ISBN 978-3-658-37548-5.
- Bankwesen im Zeitalter von Disruptionen – Wie Digitalisierung, Demografie und Kundenfokussierung die Branche revolutionieren. Springer Gabler, Wiesbaden 2023, ISBN 978-3-658-41207-4.
- Lernen Kompakt – Vorsprung im Studium: LernFreude in Theorie und Praxis von Erstsemester bis Master. Stuttgart 2024, ISBN 979-8-879-70619-2.